# An Emsaver
 (février 2012).
Si vous disposez d'ouvrages ou d'articles de référence ou si vous connaissez des sites web de qualité traitant du thème abordé ici, merci de compléter l'article en donnant les références utiles à sa vérifiabilité et en les liant à la section « Notes et références ».
An Emsaver - Kelaouenn Emsaverien Unvaniezh Demokratel Breizh est le bulletin mensuel d'information interne à destination des militants de l'Union démocratique bretonne. 
Il présente et analyse l'actualité politique du parti. Y sont également évoqués les aspects de l'actualité économique, sociale, environnementale et culturelle.

## Historique

### Années 1980
Exemple du contenu dans le numéro 66 de décembre 1980
- La défense du rail breton fait la une du numéro. L'organisation d'une marche Concarneau/Rosporden le samedi 24 janvier 1981 est évoqué afin de soutenir les militants du comité de défense de Rosporden (parmi lesquels se trouve trois militants de l'Union Démocratique Bretonne) qui sont en procès à la suite de leur opposition à la fermeture et le déclassement de la ligne ferroviaire Rosporden/Concarneau.
- Réactions sur le vote du budget des transports à l'Assemblée Nationale, qui a baissé pour le milieu de la marine marchande et de la pêche.
- Réactions sur les dernières condamnations des militants bretons Yann Puillandre et J-C. Grall par la Cour de sûreté de l'État.
- Réactions aux propos de Georges Marchais en Bretagne au sujet de l'affaire de Plogoff[2], du nucléaire, de la pêche et de l'agriculture.
- Présentation de la Fédération de l'Union Démocratique Bretonne du Bas-Léon.
- Accueil à Brest et à Rennes pour le printemps 1981 d'une délégation de femmes sahraouies de l'Association des Amis de la République Sahrouie Démocratique afin de témoigner du combat de leur peuple au Sahara occidental.